# Parlamentsvalget i Portugal 1889
Parlamentsvalget i Portugal 1889 blev afholdt i Portugal den 20. oktober 1889. Resultatet var en valgsejr for Partido Progressista, der vandt 104 mandater.

## Resultater
| Parti                           | Stemmer | % | Mandater | +/– |
| ------------------------------- | ------- | - | -------- | --- |
| Partido Progressista            |         |   | 104      | –9  |
| Partido Regenerador             |         |   | 38       | +2  |
| Partido Republicano Português   |         |   | 2        | 0   |
| Andre partier og uafhængige     |         |   | 8        | +7  |
| Ugyldige/blanke stemmer         |         |   |          |     |
| Total                           |         |   | 152      | 0   |
| Registrerede vælgere/deltagelse |         |   | –        | –   |
| Kilde: Nohlen & Stöver          |         |   |          |     |

Resultaterne udelukker de seks pladser vundet på nationalt plan, og dem fra oversøiske territorier.